# 緑地

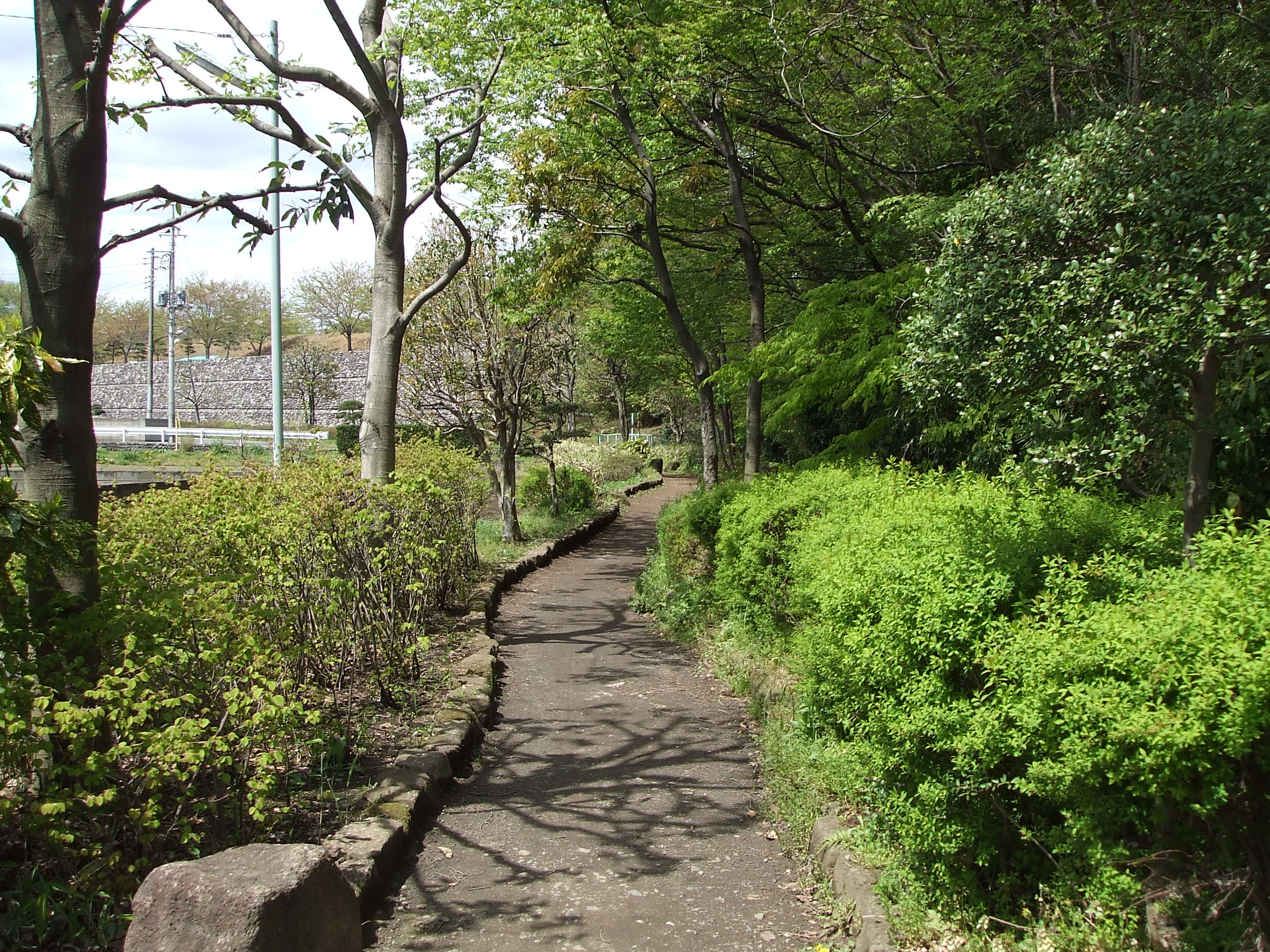
水路沿いにある小規模な緑道

緑地（りょくち）とは、都市計画・法律用語としては、「交通や建物など特定の用途によって占有されない空地を空地のまま存続させることを目的に確保した土地」を意味する。
一般には樹木、草花などの緑で覆われた土地を指す（国語辞典などでは「植物に被われた土地」の意味で掲載されている）が、実際は農地などの裸の土の地面や水面も含むことが多いことから、空地（くうち）=オープンスペースとほぼ同義である。この意味の緑地には、公園・広場・墓園などが含まれ、必ずしも植物が生えている必要はない。もちろん、関東大震災において緑化植栽のなされていなかった陸軍被服本廠跡地で多数の死者が出たことに学び、この語の成立時にはすでに空地は植物に覆われている火除地であれば、なお良いとされている。緑地を確保して市民に貸し与え、市民農園（分区園de:Kleingarten）のようにして使うこともできる。
また、河川沿い（暗渠化跡を含む）や廃線跡などのスペースを活用した歩行者専用道路（遊歩道）、自転車専用道路などは一般的に緑道（りょくどう）と呼称されている（後節を参照）。
立法府・行政府において専門用語の緑地と一般用語の緑地が混用されている結果、比較的新しい法律や条例、各種行政刊行物などでは何を意味しているのか判読不能なことが多い。

## 公園と緑地
日本では公園緑地事務所、公園緑地協会、公園緑地設計業務委託、公園緑地系統など、公園と緑地をセットにした「公園緑地」という言葉が使用され、一方で緑地公園という名称の公園も全国に数多くある。公園#専門用語としての公園にあるとおり、都市計画学や造園学などの分野で専門用語として使われる「公園」自体英語パブリックパーク (Public park) の訳語で、緑地の一形態であり、都市公園法で都市公園の中には緩衝緑地、都市緑地、緑道が定められている。このように公園と緑地とのちがいはどうなのか、ということは、今日でさえ明確な解答が出ていない。同じようであるようにも考えられ、そこに多少ニュアンスのちがいがあるようにもとられている。
ただ簡単に説明すれば、公園のうち都市公園については都市民の保健休養に端的直接に役立てるものであるから施設本位となるのに対し、緑地は、面積もかなり大きくなる場合公園の機能をももつ上に更に都市防衛、都市の過大化防止策等をかねた土地という広い意味をももつ。従って密度の高い施設等は必要とせず、農耕地、疎林、水面、草地など、自然のままの形態を残しつつ利用に供される営造物、ということになる。
都市計画法での緑地は、東京緑地計画のいう緑地よりも狭い観念であり、自然の地形・風致を生かし、あまり施設整備をしない大公園という趣旨である。

## 緑地の意味の変遷

### 用語の起源
専門用語としての起源は、ドイツの都市計画図で「確保された空地」が緑色で塗りわけられることから発生した「緑地」（Grünfläche）に対応する日本語として造語されたらしい。東京市が郊外公園構想を樹立しこれを実現させた頃には「緑地」という言葉はないが、1885年の東京市区改正審査会で公園について「人口稠密ノ都府ニ園林及空地ヲ要スルハ其因由一ナラズト雖モ云云」と審議されていて、さらに「園林空地ヲ市府ノ内外ニ設置シテ常ニ無価ノ清風ヲ居民ニ供給スルノ他求ムベキノ道ナシ」「欧州四大府ニ現存スル空地及ビ公園ノ比例ヲ掲ゲテ其参照ニ供」とし、公園とは区別される空き地というものを別に考えていて、これが日本における緑地概念の最も早い発想として位置づけることが出来る。ここでこの用語は、すべての公園を含むと同時に、他の緑の土地を含むように考えられる、としていた。
1930年にドイツ語に堪能な内務技師北村徳太郎が都市計画の用語として命名し、昭和7年10月に設置された東京緑地計画協議会で公式に使用したとする文献が残っている一方で、当時飯沼一省は英語のオープンスペースの訳語として「自由空地」を同様の意味で用いていた。前島康彦によると、佐藤昌が「自由空地」と「緑地」という言葉について池田宏、大屋霊城、上原敬二、関一等各人が使用している旨を克明に調べ上げた上で、「緑地」を概念的に明確化したのは、飯沼、北村の両人であろうと博士論文や著書『日本公園緑地発達史』で指摘していること、そして「緑地」という言葉の初見は、大正13年7月『都市公論』誌七巻七号にのせられた内務省都市計画局私案として発表された「公園計画基本案」において都市公園の説明の中に出たものであるとしている。
他に都市計画図上の色の塗り分けにちなむ語には赤地、青地、白地があるが、法律用語等になったものはなく、正式の文書等で使われることはない。
英語でも都市計画用語としてGreenfield landという表現がある。これも直訳によって緑地となりうるが、空地とほぼ同義であり、北村の緑地とは意味が違う。英語では更に、過去に建物があった空地をBrownfield landとして区別している。またフランスではespacelibreという概念が早くから定着している。
事実、用語の混乱を避けるため昭和8年の東京緑地計画協議会によって、
- 「緑地トハ其ノ本来ノ目的ガ空地ニシテ宅地商工業用地及頻繁ナル交通用地ノ如ク建蔽セラレザル永続的ノモノヲ謂フ」

とGrünflächeやオープンスペースに近い意味で再定義され、統一がはかられた。この「空地」とは、土地たると水面たるとを問わず、総て永続的に空地であることを要し、分譲予定地、商工業地予想地などは、たとえ未建築地であっても緑地ではないのであるが、この言葉自体当時としては専門家以外はほとんど周知していなかったので、こうした定義を附したのである。緑地の基準や計画案の作製といった東京緑地計画協議会の一連の作業、決定した内容は、要すれば新しい地域計画を導入した「緑地」を含めて既成市街地の公園をも包含していることがいえ、これが日本ではじめて試みられた市域内外の公園緑地設置の指針を示したものといえる。

### 緑地の分類例

#### 法による緑地の分類
関連法令
- 緑地保全地域（都市緑地法）
- 特別緑地保全地区（都市緑地法）
- 緑化地域（都市緑地法）
- 風致地区（都市計画法）
- 生産緑地地区（生産緑地法）
- 近郊緑地保全区域 (首都圏)（首都圏近郊緑地保全法）
  - 近郊緑地特別保全区域

- 近郊緑地保全区域 (近畿圏)（近畿圏の保全区域の整備に関する法律）
  - 近郊緑地特別保全区域

- 歴史的風土保全区域（古都における歴史的風土の保存に関する特別措置法）
- 歴史的風土特別保全区域（古都保存法）
- 自然公園（自然公園法）
- 自然環境保全区域（自然環境保全法）
- 農業振興地域・農用地地域（農業振興地域整備法）
- 河川区域・樹林帯他（河川法）
- 保安林区域（森林法）
- 地域森林計画対象民有林（森林法）
- 保存樹・保存樹林（樹木保存法）
- 史蹟名勝天然記念物などの文化財などで緑地として扱えるもの（文化財保護法）など

協定
- 緑地協定（都市緑地法）

条例などによるもの
- 条例・要綱・契約
- 協定などによる緑地の保全地区や緑化の協定地区
- 樹林地の保存契約
- 協定による工業植栽地など

#### 施設緑地の事例
都市公園
- 都市公園法で規定するもの

都市公園以外
- 公共施設緑地
  - 都市公園以外で公園緑地に準じる機能を持つ施設
    - 都市公園をのぞく公共空地、国民公園、自転車歩行者専用道路、歩行者専用道路、地方自治法設置または市町村条例設置の公園、公共団体が設置している市民農園、公開している教育施設（国公立）、河川緑地（河畔林、樹林帯）、港湾緑地、農業公園、児童遊園、公共団体が設置している運動場やグランド、こどもの国など

  - 公共公益施設における緑化樹木の植栽地など
    - 学校の植栽、地下水処理場などの付属緑地、道路環境施設帯および植樹帯、その他の公共公益施設における植栽地など

- 民間施設緑地
  - 市民緑地、公開空地、市民農園（上記以外）、一時開放広場、公開している教育施設（私立）、市町村と協定などを結び開放している企業グランド、寺社境内地、民間の屋上緑化空間、民間の動植物園など

### 東京緑地計画
1939年（昭和14年）につくられた大東京における緑地帯、景園地などを含む総合的な緑地計画。日本の都市計画および公園史上初めての大規模かつ具体的なマスタープランである。内容および同計画における緑地の分類は、東京緑地計画を参照。
なお、東京緑地計画を端緒とした、日本各地の大緑地についても東京緑地計画を参照。

### 辞書などでの“緑地”
その一方、一般向けの辞書の類においては字の印象からか古典籍によったかは不明であるが、「植物に被われた土地」を第一義に上げる。緑地を造園学・都市計画学の大家でもある北村、飯沼両名は新造語として掲げていることから、1930年代当時、一般の用法としてこの意味で使われていたとは考えにくい。
新旧いずれの都市計画法においても緑地の定義は書かれていないが、首都圏近郊緑地保全法、都市緑地保全法では、「緑地」を「樹林地、草地、水辺地、岩石地若しくはその状況がこれらに類する土地が、単独で、若しくは一体となつて、又はこれらに隣接している土地が、これらと一体となつて、良好な自然的環境を形成しているものをいう」として英語のGreenfield landに近い意味で定義している。
このため、法律内限定で都市計画法等と違う意味で「緑地」を使用することの宣言を行っているという見方と、法律中の定義が正式の語義であるという見方が混在することとなった。
後の都市緑地法では、都市緑地を都市の自然環境の保全や景観の向上を目的として都市計画で定められる緑地の意味で用いているが、今日では都市計画の専門辞典においても、一般辞書の語義を用いている例もある。

## 緑地資源
緑地資源とは地域に残っている樹林地、竹林、草地、農地、水辺などを、環境維持、改善のための貴重な資源とみる考え方で、具体的には資源の種類、所在地、規模、内容、貴重度などを調査、評価して、地域景観計画、環境基本計画などの立案の参考資料としている。

## 緑道
緑に覆われ、緑を楽しみながら安全に歩けるようにしている歩行者専用道路（遊歩道）や自転車専用道路、自転車歩行者専用道路などを緑道といい、日本では都市公園（営造物公園）の種類にもある。緑道は緑のネットワークをつくるうえで重要な要素である。既成市街地では小河川や水路沿いの環境（もしくは暗渠化跡のスペース）を活用したものも多く、ニュータウンなどでは意図的に取り入れられる場合もある。この他、鉄道の廃線跡や線路の移設に伴い生じたスペース（高架化した線路の下、地下化による線路跡等）、更には高圧電線の下部空間を有効利用したものなどもある。
- 手稲緑道（2011年8月）
- いずみ緑道
- 暗渠化され江川緑道と名づけられた福岡江川上流部
- 中野久木緑道
- 辰巳の森緑道公園
- 新木場緑道公園
- 東八潮緑道公園
- 烏山川緑道
- 玉川上水第二緑道
- 桃園川緑道 杉並区
- 谷端川南緑道
- 北沢川緑道、代沢三丁目付近
- 練馬区立田柄川緑道
- 柚木緑道
- 尾張広域緑道
- 中井筋緑道
- 太陽緑道（東本願寺三河別院前）
- 中央緑道
- 六名東緑道
- 杣場川上の緑道

### 日本の緑道の例

#### 北海道
- 手稲緑道（ぷろむなーど・ていね） - 札幌市手稲区
- 真駒内用水真駒内緑町緑道 - 札幌市南区
- 七条緑道 - 旭川市
- 川原緑道（戸井線跡） - 函館市

#### 青森県
- 花岡緑道公園 - 青森市

#### 宮城県
- 定禅寺通り中央緑道 - 仙台市青葉区
- 新寺小路緑道 - 仙台市若林区

#### 山形県
- まほろばの緑道(山形交通高畠線の廃線跡) - 東置賜郡高畠町

#### 福島県
- せせらぎこみち - 郡山市
- 郡山東部ニュータウン緑ケ丘中央緑道 - 郡山市

#### 群馬県
- 乗附緑道 - 高崎市
- いずみ緑道 - 邑楽郡大泉町

#### 埼玉県
- 白幡沼遊歩道（白幡緑道・白幡遊歩道） - さいたま市南区
- 秋ヶ瀬緑道 - さいたま市南区
- 文蔵郷前緑道・文蔵緑道 - さいたま市南区
- 秋ヶ瀬緑道 - さいたま市南区
- 藤右衛門川通り・天王川コミュニティ緑道 - さいたま市南区
- 野火止緑道 - 新座市
- 安行出羽緑道 - 川口市
- 花の里緑道 - 行田市・鴻巣市
- さきたま緑道 - 鴻巣市
- 江川緑道 - ふじみ野市

#### 千葉県
- おゆみ野の遊歩道・緑道 - 千葉市緑区
- ちはら台の遊歩道・緑道 - 千葉市緑区
- 成田ニュータウントリムコース - 成田市
- 中野久木緑道 - 流山市

#### 東京都
- 千鳥ヶ淵緑道 - 千代田区
- 富国生命ビル公開空地緑道 - 千代田区
- 晴海緑道公園 - 中央区
- シンボルプロムナード公園 - 港区・江東区
- 辰巳の森緑道公園 - 江東区
- 青海緑道公園 - 江東区
- 夢の島緑道公園 - 江東区
- 新木場緑道公園 - 江東区
- 有明北緑道公園 - 江東区
- 亀戸緑道公園・大島緑道公園・南砂緑道公園（都電砂町線軌道跡） - 江東区
- 亀戸九丁目緑道公園 - 江東区
- 東八潮緑道公園 - 品川区
- 京浜運河緑道公園 - 品川区
- 大井ふ頭緑道公園 - 品川区
- 九品仏川緑道 - 目黒区
- 立会川緑道 - 目黒区
- 呑川本流緑道 - 目黒区
- 羅漢寺川緑道 - 目黒区
- 目黒川緑道 - 目黒区・世田谷区
- 蛇崩川緑道 - 目黒区・世田谷区
- 昭和島南緑道公園 - 大田区
- 東海緑道公園 - 大田区
- 京浜島緑道公園 - 大田区
- 城南島緑道公園 - 大田区
- 六郷用水遊歩道 - 大田区
- 烏山川緑道 - 世田谷区
- 北沢川緑道・代沢せせらぎ緑道・ユリの木公園 - 世田谷区
- 滝下橋緑道 - 世田谷区
- 呑川緑道 - 世田谷区
- 大山緑道・初台緑道（玉川上水旧水路） - 渋谷区
- 桃園川緑道 - 中野区・杉並区
- 玉川上水緑道（美しい日本の歩きたくなるみち500選） - 杉並区・武蔵野市・三鷹市・小平市・立川市・昭島市・福生市
- 谷端川緑道- 豊島区
- 谷端川南緑道 - 豊島区
- 赤羽緑道公園 - 北区
- 出井川緑道 - 板橋区
- 桜川緑道 - 板橋区
- 千川上水緑道 - 練馬区
- 中新井川緑道 - 練馬区
- 田柄川緑道 - 練馬区
- 八か村落とし親水緑道 - 足立区
- 葛西用水路・葛西親水緑道 - 足立区
- 五反野緑道 - 足立区
- 江北北部緑道公園 - 足立区
- 宿川親水緑道/鎌田川親水緑道 - 江戸川区
- 鹿本親水緑道 - 江戸川区
- 柚木緑道 - 八王子市
- 南浅川緑道 - 八王子市
- 根川緑道 - 立川市
- 下河原緑道 - 府中市
- 尾根緑道（相模陸軍造兵廠戦車道路跡） - 町田市
- 狭山・境緑道 - 西東京市・小平市・東村山市・東大和市
- 北山緑道 - 東村山市
- 東伏見緑道公園 - 西東京市

#### 神奈川県
- 入江川せせらぎ緑道 - 横浜市鶴見区
- 貨物線の森緑道 - 横浜市鶴見区・神奈川区
- 東横フラワー緑道 - 横浜市神奈川区
- 滝の川せせらぎ緑道 - 横浜市神奈川区
- 三ツ沢せせらぎ緑道 - 横浜市神奈川区
- 富岡川せせらぎ緑道 - 横浜市金沢区
- 太尾堤緑道 - 横浜市港北区
- 新田緑道 - 横浜市港北区
- 二ヶ領用水二子坂戸緑道 - 川崎市高津区
- さがみの仲よし小道・相模緑道緑地 - 相模原市
- 大和歩行者専用道（大和遊歩道） - 大和市

#### 岐阜県
- 境川緑道公園 - 岐阜市

#### 静岡県
- 蛇松緑道（貨物支線跡） - 沼津市
- 富士緑道 - 県富士市

#### 愛知県
- 水道みち緑道 - 名古屋市千種区・守山区
- 中井筋緑道 - 名古屋市中村区
- 山塩緑道 - 名古屋市中川区
- 中井用水緑道 - 名古屋市南区
- 扇川緑道 - 名古屋市緑区
- 香流川緑道 - 名古屋市名東区
- 天白川緑道 - 名古屋市天白区
- 太陽緑道 - 岡崎市
- 中央緑道 - 岡崎市
- 村積山自然緑道 - 岡崎市
- 明治川緑道 - 岡崎市
- 六名東緑道 - 岡崎市
- 尾西緑道- 一宮市
- 尾張広域緑道 - 春日井市・小牧市・丹羽郡大口町・丹羽郡扶桑町・犬山市
- 枝下緑道 - 豊田市
- 挙母線跡地緑道 - 豊田市
- 桃花台ニュータウン緑道 - 小牧市
- 涼松せせらぎの道/涼松緑道 - 愛知郡東郷町

#### 京都府
- 木幡緑道 - 宇治市

#### 大阪府
- 大野川緑陰道路 - 大阪市西淀川区
- 中之島遊歩道（中之島緑道） - 大阪市北区
- 杭全今川緑道 - 大阪市東住吉区
- 阪南スカイタウン飯ノ峯川緑道 - 阪南市

#### 兵庫県
- 芦屋浜シーサイドタウン緑道 - 芦屋市

#### 奈良県
- 馬見丘陵公園なごみの道 - 北葛城郡広陵町・河合町

#### 岡山県
- 西川緑道公園 - 岡山市北区
- 倉敷みらい公園倉敷用水緑道 - 倉敷市

#### 香川県
- 杣場川緑道 - 高松市
- 丸亀城外濠緑道公園 - 丸亀市

#### 福岡県
- 梅光園緑道 - 福岡市中央区

#### 宮崎県
- 後田川緑道 - 宮崎市

### 日本国外の事例
- パリ・旧バスティーユ線
- マンハッタン緑道（マンハッタン・ウォーターフロント・グリーンウェイ）
- ハイライン高架貨物線跡を、空中緑道として再利用したもの